# Doroampel
Doroampel is een bestuurslaag in het regentschap Tulungagung van de provincie Oost-Java, Indonesië. Doroampel telt 4537 inwoners (volkstelling 2010).